# Andreas Latzko

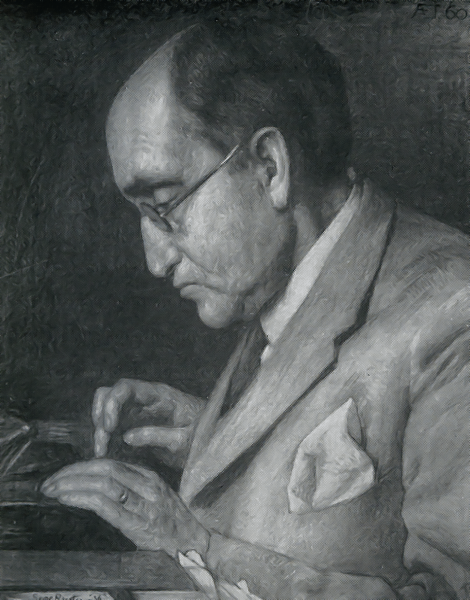
Andreas Latzko, Lithografie von Georg Rueter, 1936.

Andreas Latzko (* 1. September 1876 in Budapest, Königreich Ungarn, Österreich-Ungarn; † 11. September 1943 in Amsterdam) war ein österreichischer pazifistischer Schriftsteller.

## Leben
Andreas Latzko besuchte das Gymnasium in Budapest und schloss es mit der Matura ab. Er diente dann in der Gemeinsamen Armee Österreich-Ungarns als Einjährig-Freiwilliger und wurde dann Reserveoffizier des Ersatzheeres. Er ging nach Berlin, studierte zuerst Chemie, später Philosophie in Berlin. Zuerst schrieb er in ungarischer Sprache. 1901 wurde sein erster Versuch in deutscher Sprache, ein Einakter, in Berlin aufgeführt.

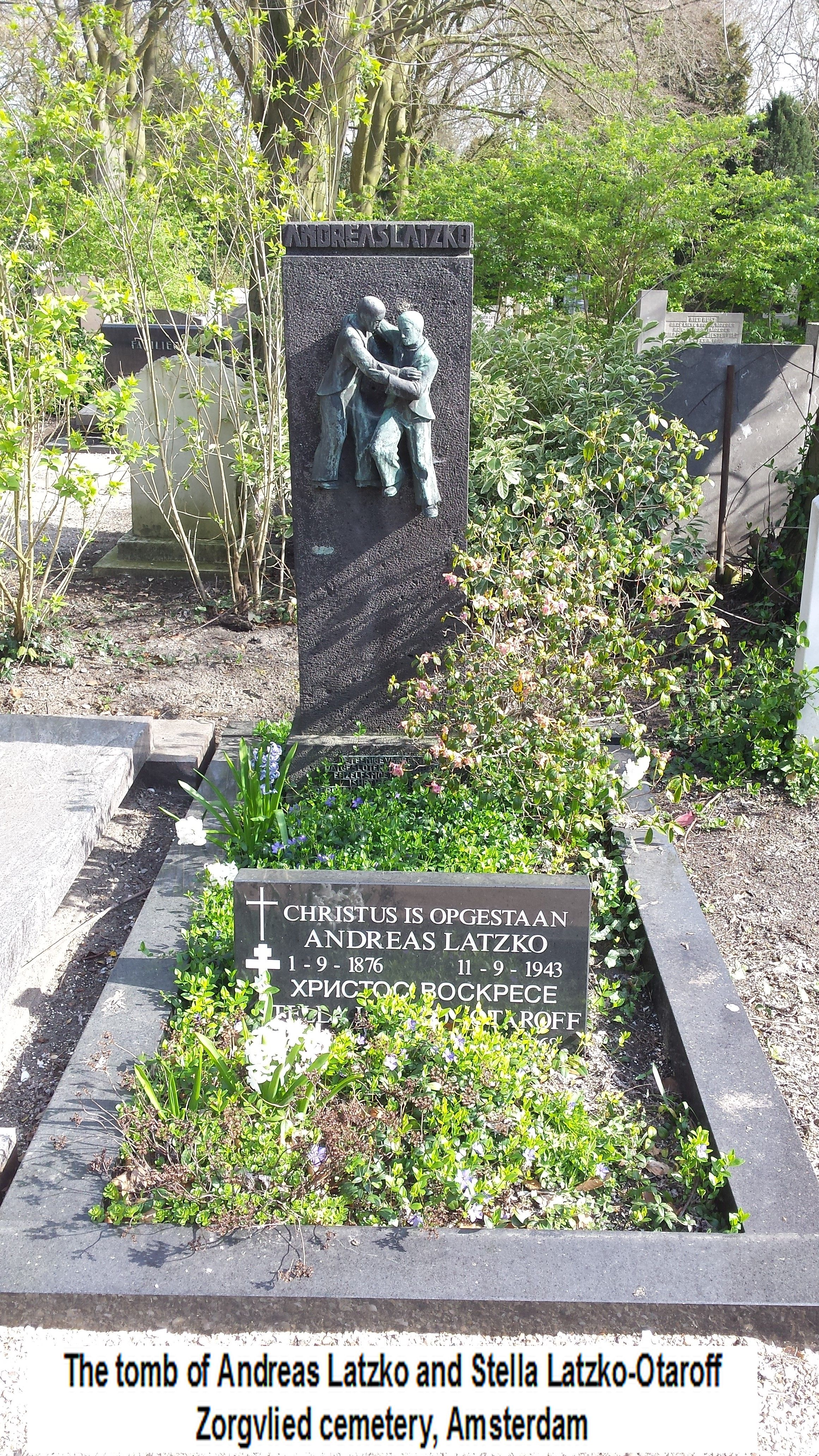
Grab von Andreas Latzko und seiner Frau am Friedhof Zorgvlied in Amsterdam.

Als Journalist und Reiseschriftsteller unternahm er Reisen nach Ägypten, Vorder- und Hinterindien, Ceylon und Java. Mit Beginn des Ersten Weltkrieges im August 1914 kam er zurück nach Europa und wurde als Reserveoffizier in die k.u.k. Armee eingezogen. Mit Beginn des Krieges zwischen Italien und Österreich-Ungarn kam er an die Isonzofront. Er erkrankte an Malaria, musste jedoch an der Front bleiben, bis er nach einem italienischen Artillerieangriff in der Nähe von Gorizia einen schweren Schock erlitt und als Kriegszitterer dienstunfähig wurde. Nach acht Monaten im Lazarett wurde er Ende 1916 entlassen und für ein Jahr in die Schweiz zur Kur geschickt. 1917 schrieb er in Davos sechs Novellen für sein Buch Menschen im Krieg, das sich mit der Situation des Krieges an der Isonzofront auseinandersetzte. Noch im selben Jahr erschien das Buch im Zürcher Rascher Verlag, in der ersten Auflage allerdings anonym.
Das Buch wurde ein großer Erfolg und in 19 Sprachen übersetzt und in allen kriegführenden Staaten verboten. Latzko selbst wurde deshalb vom Armee-Oberkommando der k.u.k. Armee degradiert. Schon 1918 betrug die Auflage des Buches dreiunddreißigtausend. 1918 folgte dann der Roman Friedensgericht in sechs Abschnitten über das Leben österreichischer Soldaten an der Front. „Die Urheber und Schergen des Krieges sind nie so schonungslos enthüllt worden wie von Latzko“, urteilte das Berliner Tageblatt Anfang 1919. Ebenfalls 1918 erschien der Roman Der wilde Mann, das die Unterdrückung der Frauen zum Thema hat und das Latzko „seiner und allen Frauen“ widmet. Zur internationalen Frauenkonferenz für Völkerverständigung in Bern 1918 schrieb er den Text Frauen im Krieg. In der Schweiz machte er die Bekanntschaft von Felix Beran, Romain Rolland und Stefan Zweig. Mit Ende des Krieges 1918 übersiedelte Latzko nach München und hielt dort mit Gustav Landauer Vorträge. Zwei Versuche, auch in Berlin Vorträge zu halten, wurden von der Zensur verhindert. Nach der Niederschlagung der Bayerischen Räterepublik wurde er aus Bayern ausgewiesen und ließ sich in der Folge in Salzburg nieder, wo er mit Stefan Zweig und besonders Hermann Bahr verkehrte. Er lernte in Salzburg Georg Friedrich Nicolai bei dessen Besuch von Stefan Zweig in Salzburg kennen, der 1917 das Buch Die Biologie des Krieges veröffentlicht hatte. Latzko arbeitete wieder als Journalist und verfasste verschiedene Zeitungsbeiträge. 1929 erschien sein Roman Sieben Tage. 1931 übersiedelte er nach Amsterdam, wo er am 11. September 1943 starb. 1933 wurden seine Bücher von den Nationalsozialisten in Deutschland verbrannt.
Bei seinem Grab wurde 1948 ein vom niederländischen Bildhauer Jan Havermans gestaltetes Denkmal enthüllt.

## Werke
- Apostel. Komödie in drei Akten. Osterheld, Berlin 1911, DNB 36113813X.
- Hans im Glück. Lustspiel in drei Akten.
- Der Roman der Herrn Cordé. Roman.
- Menschen im Krieg. Rascher, Zürich 1917; Neuauflage: Elektrischer Verlag, Berlin 2014, ISBN 978-3-943889-51-2; mit einem Nachwort von Hans Weichselbaum, Milena, Wien 2014, ISBN 978-3-902950-11-6.
- Friedensgericht. Roman. Rascher, Zürich 1918; Neuauflage, mit einem Nachwort von Hans Weichselbaum, Milena, Wien 2015, ISBN 978-3-902950-36-9.
- Der wilde Mann. Rascher, Zürich 1918.
- Frauen im Krieg. Rascher, Zürich 1918.
- Der letzte Mann. Dreiländerverlag, München 1919.
- Sieben Tage. 1931, Neuauflage, mit einem Nachwort von Eckhard Gruber. Elektrischer Verlag, Berlin 2015, ISBN 978-3-943889-61-1.
- Marcia Reale. Malik, Berlin 1932.
- Lafayette. Rascher, Zürich 1935
- Lebensfahrt. Erinnerungen. Gemeinsam mit Stella Latzko-Otaroff. Hg. Georg B. Deutsch. Frank und Timme, Berlin 2017, ISBN 978-3-7329-0354-2
- Andreas Latzko und Stefan Zweig - eine schwierige Freundschaft. Der Briefwechsel 1918–1939.  Hg. H. Weichselbaum. Frank und Timme, Berlin 2018, ISBN 978-3-7329-0436-5
- Andreas Latzko und Hermann Bahr - eine Freundschaft aus rebellischem Geist. Der Briefwechsel 1919-1933. Mit zwei Erzählungen von Andreas Latzko.  Hg. H. Weichselbaum. Frank und Timme, Berlin 2021, ISBN 978-3-7329-9295-9
- Andreas Latzko (1876-1943) - ein vergessener Klassiker der Kriegsliteratur?, Jacques Lajarrige (Hg.) unter Mitwirkung von Kerstin Terler, Berlin : Frank & Timme, 2021, ISBN 978-3-7329-0427-3